# Steinach (Weiding)
Steinach ist ein Gemeindeteil der Gemeinde Weiding im Landkreis Cham des Regierungsbezirks Oberpfalz im Freistaat Bayern.

## Geografie
Steinach liegt 4 Kilometer südöstlich von Weiding und 4 Kilometer östlich der Bundesstraße 20. Es schließt direkt an den Ostrand von Haid an, nur durch eine Straße getrennt. Südlich von Steinach erhebt sich der 517 Meter hohe Stierberg, ein nordwestlicher Ausläufer der 594 Meter hohen Nickelhöhe. Im Süden und Osten ist Steinach von einem ausgedehnten Waldgebiet umgeben, dem Haidholz. Noch weiter im Süden erhebt sich der 742 Meter hohe Haidstein.

## Geschichte
1752 war das Amt Cham in ein Vorderamt und ein Hinteres Amt eingeteilt. Steinach gehörte zum Hinteren Amt. Es hatte 1 Anwesen. Dieses Anwesen gehörte zum Kotzischen Lehen.
1808 wurde die Verordnung über das allgemeine Steuerprovisorium erlassen. Mit ihr wurde das Steuerwesen in Bayern neu geordnet und es wurden Steuerdistrikte gebildet. Dabei kam Steinach zum Steuerdistrikt Raindorf. Der Steuerdistrikt Raindorf bestand aus den Ortschaften Raindorf mit Vierau, Rieding mit Anderlmühle, Gferet, Tappmühle und Utzmühle, Walting mit Haid und Steinach, Maiering.
1821 wurden im Landgericht Cham Gemeinden gebildet. Steinach war zunächst nach Raindorf eingemeindet. Wegen der verschiedenen Pfarreizugehörigkeiten, Steinach gehörte zur Pfarrei Arnschwang und Raindorf zur Pfarrei Runding, wurde aus Walting zusammen mit Haid, Maiering und Steinach eine selbständige Gemeinde gebildet. Diese blieb bis 1978 bestehen und wurde dann in die Gemeinde Weiding eingegliedert.

## Expositur St. Marien Walting
Steinach gehörte zunächst zur Pfarrei Arnschwang. 1913 / 1914 wurde in Walting eine Kirche gebaut. 1915 wurde es zur Expositur erhoben. Der Kooperator von Arnschwang wurde nach Walting exponiert. Ab 1955 war die Seelsorgestelle in Walting nicht mehr besetzt. Zur Expositur Walting gehören Walting, Blumhof, Haid, Maiering, Neumühlen, Steinach. 1997 hatte die Expositur Walting insgesamt 322 Katholiken und 4 Nichtkatholiken. Steinach hatte 1997 6 Katholiken.

## Einwohnerentwicklung ab 1838
| Jahr | Einwohner | Gebäude |
| ---- | --------- | ------- |
| 1838 | 11        | 1       |
| 1861 | 7         | 3       |
| 1871 | 10        | 5       |
| 1885 | 13        | 3       |
| 1900 | 15        | 4       |
| 1913 | 17        | 2       |

| Jahr | Einwohner | Gebäude |
| ---- | --------- | ------- |
| 1925 | 15        | 3       |
| 1950 | 14        | 3       |
| 1961 | 13        | 3       |
| 1970 | 14        | k. A.   |
| 1987 | 4         | 3       |
| 2011 | 11        | k. A.   |